# Tata (Ungheria)
Tata (in latino Dotis) è una città di 24 906 abitanti situata nella contea di Komárom-Esztergom, nell'Ungheria settentrionale.
La piccola città è meta turistica grazie al castello ed ai suoi due laghi: Öreg-tó ed il più piccolo Cseke-tó.
La località si trova nelle vicinanze dell'autostrada M1 a circa 70 km da Budapest, con la quale è anche collegata tramite ferrovia.

## Amministrazione

### Gemellaggi
Tata è gemellata con:
- Alkmaar, dal 1985
- Gerlingen, dal 1987
- Dammarie-les-Lys, dal 1993
- Arenzano, dal 1994
- Svodín, dal 1997
- Montebelluna, dal 2000
- Sovata, dal 2002
- Pińczów, dal 2004